# Zambia en los Juegos Olímpicos de Tokio 2020
Zambia estuvo representada en los Juegos Olímpicos de Tokio 2020 por un total de 30 deportistas, 24 mujeres y seis hombres, que compitieron en cinco deportes.
Los portadores de la bandera en la ceremonia de apertura fueron el boxeador Everisto Mulenga y la nadadora Tilka Paljk. El equipo olímpico zambiano no obtuvo ninguna medalla en estos Juegos.